# G.K. Chesterton
Gilbert Keith Chesterton (født 29. maj 1874, død 14. juni 1936) var en indflydelsesrig engelsk forfatter og journalist, der skrev mere end 100 bøger om de forskelligste emner.
Chesterton nægtede at betegne sig selv som enten konservativ eller liberal, men var en stærk kritiker af den britiske imperialisme. Han var katolik og en stor kristen forkæmper. Han var en blændende skribent og en mester i at udtrykke sig i paradokser. For ham var paradokser "sandhed, der står på hovedet for at få opmærksomhed." 
Bedst kendt er bogen Orthodoxy, på dansk Fritænkeri og Rettroenhed.
En af Chestertons nærmeste venner var dramatikeren George Bernard Shaw, som han ganske vist var uenig med om det meste. I det hele taget holdt Chesterton af at indgå i debat med andre af tidens meningsdannere: Shaw, Wells, Russell, Darrow m.fl.
Hans berømteste litterære figur er nok den lille præst, fader Brown, som optræder som detektiv i Chestertons kriminalhistorier, der også er blevet til en BBC-serie.

## Chesterton og hans kone Frances
Han giftede sig med Frances Blogg i 1901. Hun holdt orden på hans aftaler, ansatte hans maskinskrivere og førte hans regnskaber. Chesterton skabte sensation, da han i 1922 gik over til katolicismen. Han havde trukket det længe ud, delvis i håb om, at hans kone også ville konvertere (hvad hun til sidst også gjorde), delvis fordi han var "altfor skræmt af den overvældende Virkelighed ved alteret."  Han koketterede med sin medfødte distraktion; han var også yderst upraktisk og kunne ikke selv knytte sit slips. Hans kone sagde, at han ikke en gang klarede at få det ud af skuffen. Hun bar over med ham, da han beskrev feministerne sådan: "20 millioner kvinder rejser sig og råber: "Vi vil ikke dikteres noget!" - og ender med at blive stenografer." Han fandt aldrig ud af telefonen. Regelmæssigt fór han vild; en gang sendte han et telegram til sin kone: " Er ved Market Harborough. Hvor skulle jeg have været." Hun svarede: "Hjemme." 

## Chesterton og Shaw
Det var Shaw, der overtalte Chesterton til at skrive et skuespil. Shaw sagde også, at verden ikke var nær taknemlig nok for Chesterton. Chestertons bog om Shaw udkom i 1909. Da Shaw selv anmeldte den, skrev han: "Denne bog er, hvad enhver havde forventet: det bedste litterær kunstværk, jeg så langt har fremprovokeret." Chestertons forord til bogen bestod af to sætninger: " De fleste siger enten, at de er enige med Bernard Shaw, eller at de ikke forstår ham. Jeg er den eneste, der forstår ham, og jeg er ikke enig med ham." Han kaldte Shaw "den mest vildt alvorlige mand i sin tid", der til og med tog sine vittigheder alvorligt. Shaw var en mager vegetarianer, mens Chesterton holdt af mad og proppede sig. En gang kunne han ikke dy sig for at sige til den magre Shaw: "Jeg ser, at der har været hungersnød i landet." Shaw svarede: "Og jeg ser årsagen til den." 

## Chesterton som litterær figur
Han er forbillede for John Dickson Carrs litterære skikkelse dr. Gideon Fell.

## Værker

### Bøger
- Chesterton, Gilbert Keith (1904),  Ward, M. (red.), The Napoleon of Notting Hill
- ——— (1903), Robert Browning, Macmillan[8]
- ——— (1905), Heretics, John Lane
- ——— (1906), Charles Dickens: A Critical Study, Dodd, Mead & Co., s. 299
- ——— (1908a), The Man Who Was Thursday
- ——— (1908b), Orthodoxy
- ——— (1911a), The Innocence of Father Brown
- ——— (1911b), The Ballad of the White Horse
- ——— (1912), Manalive
- ——— (1916), The Crimes of England
- ———, Father Brown (short stories) (detective fiction)
- ——— (1920),  Ward, M. (red.), The New Jerusalem, arkiveret fra originalen 15. januar 2017
- ——— (1922), The Man Who Knew Too Much, Simon & Brown, ISBN 1731700563
- ——— (1922), Eugenics and Other Evils
- ——— (1923), Saint Francis of Assisi
- ——— (1925), The Everlasting Man
- ——— (1925), William Cobbett
- ——— (1933), Saint Thomas Aquinas
- ——— (1935), The Well and the Shallows
- ——— (1936), The Autobiography
- ——— (1950),  Ward, M. (red.), The Common Man, arkiveret fra originalen 15. januar 2017

## = Korthistorier
- "The Trees of Pride", 1922
- "The Crime of the Communist", Collier's Weekly, July 1934.
- "The Three Horsemen", Collier's Weekly, April 1935.
- "The Ring of the Lovers", Collier's Weekly, April 1935.
- "A Tall Story", Collier's Weekly, April 1935.
- "The Angry Street – A Bad Dream", Famous Fantastic Mysteries, February 1947.

### Skuespil
- Magic, 1913.